# Toby Flood
Toby Flood (wym. [ˈtoʊbi ˈflʌd]; ur. 8 sierpnia 1987 we Frimley) – angielski rugbysta występujący na pozycji łącznika ataku. Reprezentant kraju, srebrny medalista Pucharu Świata w 2007 roku.

## Tło rodzinne
Toby urodził się we Frimley w rodzinie aktorskiej. Obaj dziadkowie rugbysty byli aktorami. Dziadek ze strony ojca, Gerald Flood, występował w serialu telewizyjnym The Rat Catchers. Dziadek ze strony matki, Albert Lieven, był niemieckim aktorem, który grał m.in. w filmie Działa Navarony, zaś jego żoną była angielska aktorka Susan Shaw. Anna, matka Toby’ego była początkującą aktorką, natomiast jego ojciec Tim, jest kierownikiem Customs House Theatre w South Shields.
Flood dorastał w Morpeth w hrabstwie Northumberland, gdzie też uczęszczał do Chantry School. Następnie chodził do Kings School w Tynemouth. W 2007 roku ukończył Northumbria University, uzyskując dyplom na kierunku zarządzanie przedsiębiorstwem. Zdobył również wykształcenie prawnicze (Graduate Diploma), gdyż po zakończeniu kariery sportowej planuje podjąć pracę w tym zawodzie.

## Kariera klubowa
Grę w rugby Flood rozpoczął w czasie pobytu w Kings School, gdzie trenował go m.in. Jonny Wilkinson. Później grał w drużynach Alnwick R.F.C. i Morepath R.F.C., występował także w szkolnych reprezentacjach Northumberland. W tym samym okresie był także reprezentantem hrabstwa w krykiecie. W kwietniu 2003 roku trafił do akademii Newcastle Falcons.
W meczu pierwszej drużyny Falcons zadebiutował w lutym 2005 roku w pojedynku z London Wasps. W barwach Sokołów występował przez trzy sezony, grając na pozycji łącznika ataku lub środkowego ataku.
W 2008 roku przeniósł się do Leicester Tigers, gdzie został pierwszym od 1977 roku zawodnikiem, który w swoim debiutanckim sezonie zdobył najwięcej punktów w drużynie. W pierwszym meczu w nowych barwach, kiedy Tygrysy mierzyły się z Gloucester Rugby zdobył również debiutanckie przyłożenie. Końcówkę sezonu 2008/2009 (podobnie jak dwa pierwsze miesiące kolejnego) stracił jednak na skutek kontuzji ścięgna Achillesa lewej nogi, której nabawił się w półfinale Pucharu Heinekena – w meczu, w którym po raz pierwszy w historii doszło do rozstrzygającej o wyniku serii rzutów karnych. W ten sposób ominął go zarówno finał Pucharu Heinekena (przegrany z Leinster Rugby), jak również finał English Premiership, w którym jego klubowi koledzy jednym punktem pokonali London Irish.
Leicester Tigers, którzy zdominowali rywalizację w Anglii w pierwszych latach XXI wieku, grali w ośmiu kolejnych ligowych finałach. W latach 2010 i 2011 jednym z ważnych ogniw drużyny był Flood, który punktował zarówno w wygranym meczu z Saracens F.C., jak również w rozegranym rok później „rewanżu”. W drugim z wymienionych pojedynków łącznik ataku Tygrysów po rzutach karnych zdobył wszystkie 18 punktów swojej drużyny. W październiku 2010 roku Flood podpisał nowy trzyletni kontrakt z klubem z Leicester.
W ramach uznania za wysoką formę, którą prezentował podczas sezonu 2011/2012, Flood został wybrany do „piętnastki marzeń”. Stało się to nawet pomimo kontuzji, której nabawił się w ostatniej kolejce sezonu zasadniczego, a która wykluczyła go z fazy pucharowej. W niej zaś Tigers dotarli aż do finału, w którym ulegli Harlequins.

## Kariera reprezentacyjna

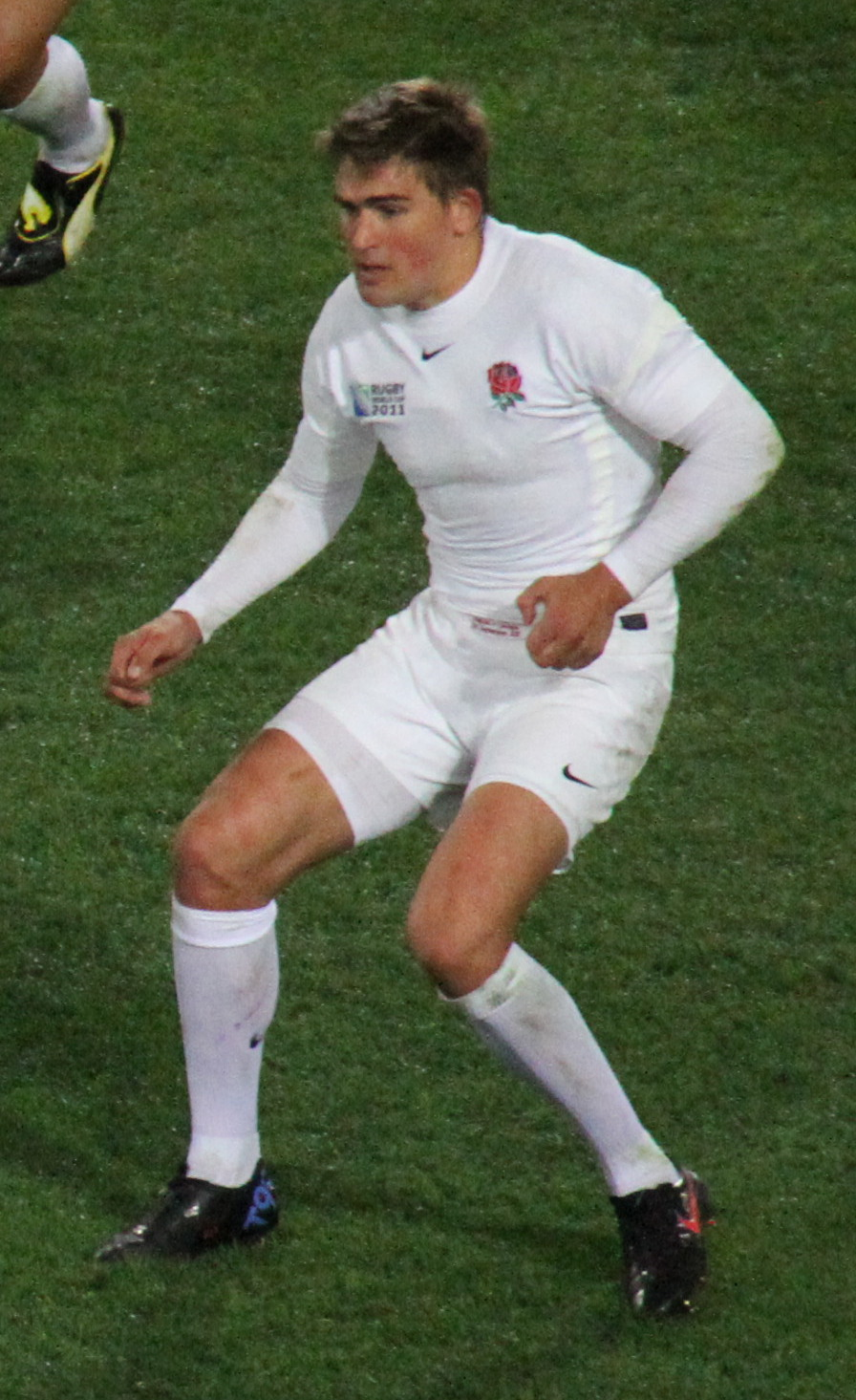
Flood podczas Pucharu Świata w 2011 roku

Początkowo Flood grał dla reprezentacji juniorskiej (U-18) i młodzieżowej (U-21), dla której wywalczył młodzieżowy tytuł Wielkiego Szlema.
W pierwszej reprezentacji debiutował 11 listopada 2006 roku w meczu przeciw Argentynie, zaledwie 21 miesięcy po pierwszym seniorskim meczu w karierze. Następnie jako zmiennik uczestniczył w Pucharze Sześciu Narodów. Na pierwszy mecz, w którym wyszedł w podstawowej piętnastce musiał poczekać do 11 marca 2007 roku i spotkania z Francją. Kilka miesięcy później nazwisko Flooda umieszczono na 47-osobowej liście członków szerokiej kadry na Puchar Świata, jednak po zawężeniu jej do wymaganych 30 zawodników, młody gracz Newcastle został wykreślony. Ostatecznie na turniej we Francji został powołany ze względu na kontuzję Jamiego Noona. Na imprezie tej Flood był zmienikiem Mike’a Catta, mimo czego wystąpił w trzech meczach swojej drużyny, w tym w wielkim finale z Południową Afryką.
W roku 2009, podczas Pucharu Sześciu Narodów Flood był podstawowym łącznikiem ataku, jednak jego pozycję znacznie osłabiła półroczna przerwa związana z kontuzją ścięgna Achillesa. Po powrocie do regularnej gry, ponownie wywalczył sobie miejsce w składzie, „sadzając” na ławce rezerwowych swojego dawnego nauczyciela, Jonny’ego Wilkinsona.
W 2011 roku był wiodącą postacią podczas Pucharu Sześciu Narodów, kiedy to w pięciu meczach zdobył 50 punktów, a Anglia zdobyła to trofeum po raz pierwszy od 2003 roku. Dzięki temu Flood znalazł się na skróconej liście kandydatów do miana najlepszego zawodnika turnieju.
We wrześniu tego samego roku znalazł się w składzie kadry na Puchar Świata, gdzie jednak Anglicy nie spełnili pokładanych w nich nadziei i po porażce z Francją odpadli w ćwierćfinale imprezy. Kilka miesięcy później kolejna kontuzja po raz kolejny zmusiła Flooda do walki o reprezentacyjną koszulkę z numerem 10, tym razem z Charliem Hodgsonem i Owenem Farrellem.
23 czerwca 2012 roku w Port Elizabeth zaliczył swój 50. występ w drużynie spod znaku Czerwonej Róży, kiedy to Anglicy zremisowali na wyjeździe ze Springboks. 10 listopada tego samego roku w meczu z Fidżi, który odbył się na Twickenham Stadium, Flood przekroczył granicę 250 punktów w meczach międzynarodowych.